# Dmitri Shostakóvich
Dmitri Dmítrievich Shostakóvich (en ruso: Дмитрий Дмитриевич Шостакович, romanización: Dmitrij Dmitrijević Šostaković, pronunciaciónⓘ; San Petersburgo, 25 de septiembre de 1906-Moscú, 9 de agosto de 1975), conocido como Dmitri Shostakóvich, fue un compositor, director de orquesta y pianista soviético, uno de los músicos más importantes del siglo XX.
Shostakóvich se hizo famoso en los años iniciales de la Unión Soviética, con obras como su Primera Sinfonía o la ópera La nariz, que combinaban con gran originalidad la tradición rusa y las corrientes modernas procedentes de occidente. Posteriormente, su música fue unas veces denunciada como decadente y reaccionaria y otras alabada como representativa del nuevo arte socialista por el Partido Comunista de la Unión Soviética (PCUS). En público, siempre se mostró leal con el sistema soviético, ocupó responsabilidades importantes en las instituciones artísticas, aceptó pertenecer al PCUS en 1960 y llegó a ser miembro del Sóviet Supremo de la Unión Soviética. Su actitud frente al gobierno y el Estado soviético ha sido objeto de agrias polémicas y se ha discutido enconadamente si fue o no un disidente clandestino frente a la URSS.
Tras un período inicial en el que parecen primar las influencias de Serguéi Prokófiev, Ígor Stravinski y Paul Hindemith, Shostakóvich desarrolló un estilo híbrido del que es representativa su ópera Lady Macbeth de Mtsensk (1934). Posteriormente, derivó hacia un estilo posromántico, donde destaca la Quinta Sinfonía (1937), y en el que la influencia de Gustav Mahler se combina con la tradición musical rusa, con Modest Músorgski y Stravinski como referentes importantes. Integró todas esas influencias creando un estilo muy personal. Su música suele incluir contrastes agudos y elementos grotescos, con un componente rítmico muy destacado. En su obra orquestal destacan quince sinfonías y seis conciertos, en su música de cámara cabe mencionar especialmente sus quince cuartetos de cuerdas, también compuso varias óperas, así como música de cine y ballet.

## Biografía

### Orígenes y primeros años
Nacido en la calle Podólskaya en San Petersburgo (Imperio ruso), Shostakóvich fue el segundo de tres hijos de Dmitri Boleslávovich Shostakóvich y Sofiya Vasílievna Kokoúlina. El abuelo paterno de Shostakóvich, originalmente de apellido Szostakowicz, era de ascendencia católica polaca (sus raíces familiares se remontan a la región de la ciudad de Vileyka en la Bielorrusia de hoy), pero sus antepasados inmediatos vinieron de Siberia. Un revolucionario polaco en el levantamiento de enero de 1863–1864, Bolesław Szostakowicz se exilió a Narym (cerca de Tomsk) en 1866 en la represión que siguió al intento de asesinato de Dmitri Karakózov contra el zar Alejandro II. Cuando terminó su período de exilio, Szostakowicz decidió permanecer en Siberia, donde se convirtió en un exitoso banquero en Irkutsk y crio una gran familia. Su hijo, Dmitri Boleslávovich Shostakóvich, el padre del compositor, nació en el exilio en Narym en 1875, estudió física y matemáticas en la Universidad de San Petersburgo y se graduó en 1899. Luego, se fue a trabajar como ingeniero con Dmitri Mendeléyev en la Oficina de Pesos y Medidas en San Petersburgo. En 1903, se casó con Sofiya Vasílievna Kokoúlina, una de los seis hijos nacidos de un siberiano también emigrado a la capital.

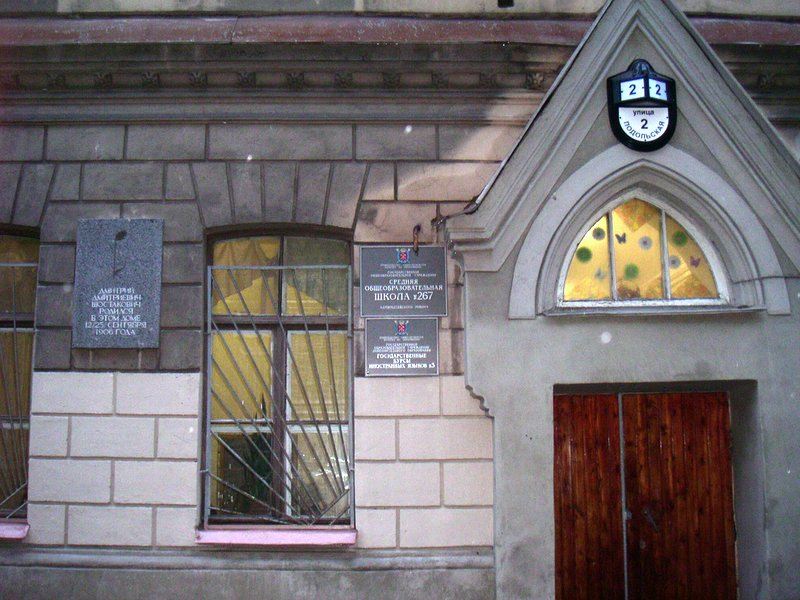
Casa en la que nació Shostakóvich (ahora Escuela n.º 267), con una placa conmemorativa a la izquierda.

Su hijo, Dmitri Dmítrievich Shostakóvich, mostró un gran talento musical después de que comenzara a recibir clases de piano con su madre a la edad de nueve años. En varias ocasiones, mostró una notable habilidad para recordar lo que su madre había tocado en la lección anterior y se vio «atrapado en el acto» de tocar la música de la lección anterior mientras pretendía leer música diferente colocada frente a él. En 1918, escribió una marcha fúnebre en memoria de dos líderes del partido kadete asesinados por marineros bolcheviques.
En 1919, a los 13 años, admitieron a Shostakóvich en el Conservatorio de Petrogrado, luego dirigido por Aleksandr Glazunov, quien supervisó su progreso de cerca y lo apoyó. Estudió piano con Leonid Nikoláiev después de un año en la clase de Elena Rózanova, composición con Maximilián Steinberg y contrapunto y fuga con Nikolái Sokolov, de quien se hizo amigo. También asistió a las clases de historia musical de Aleksandr Ossovski. Steinberg intentó guiarlo en el camino de los grandes compositores rusos, pero se decepcionó al verlo «desperdiciando» su talento e imitando a Ígor Stravinski y Serguéi Prokófiev. Shostakóvich también sufrió por su aparente falta de celo político e inicialmente suspendió su examen de metodología marxista en 1926. Su primer logro musical importante fue la Primera Sinfonía (estrenada en 1926), escrita como su pieza de graduación a la edad de 19 años. Esta obra llamó la atención de Mijaíl Tujachevski, quien lo ayudó a encontrar alojamiento y trabajo en Moscú, y envió a un conductor en «un automóvil muy elegante» para llevarlo a un concierto.

### Comienzo de su carrera

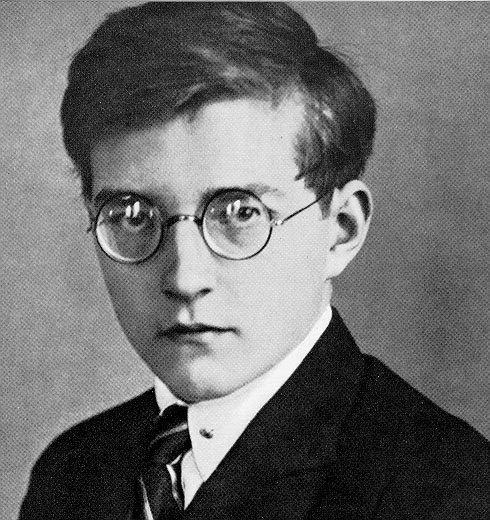
Dmitri Shostakóvich en 1925.

Después de la graduación, Shostakóvich inicialmente se embarcó en una carrera dual como pianista de concierto y compositor, pero su seco estilo de interpretación a menudo no era apreciado (su biógrafa estadounidense, Laurel Fay, comenta sobre su «moderación emocional» e «impulso rítmico fascinante»). Obtuvo una «mención de honor» en el primer Concurso Internacional de Piano Chopin en Varsovia en 1927 y atribuyó el decepcionante resultado al sufrimiento de apendicitis y al jurado, íntegramente polaco. Le quitaron el apéndice en abril de ese año. Después de la competición, Shostakóvich se encontró con el director Bruno Walter, que quedó tan impresionado con su Primera Sinfonía que la dirigió en su estreno en Berlín ese mismo año. Leopold Stokowski quedó igualmente impresionado y dirigió la obra en su estreno en Estados Unidos al año siguiente en Filadelfia. Stokowski también hizo la primera grabación.
Shostakóvich se concentró en la composición a partir de entonces y pronto limitó sus actuaciones principalmente a sus propias obras. En 1927, escribió su Segunda Sinfonía (subtitulada Octubre), una pieza patriótica con un final coral prosoviético. Debido a su naturaleza experimental, como con la Tercera Sinfonía posterior, no fue aclamado por la crítica con el entusiasmo dado a la Primera. Ese año también marcó el comienzo de la relación de Shostakóvich con Iván Sollertinsky, quien siguió siendo su amigo más cercano hasta la muerte de este último en 1944. Sollertinsky presentó al compositor la música de Gustav Mahler, que tuvo una fuerte influencia en él desde su Cuarta Sinfonía en adelante.
Mientras escribía la Segunda Sinfonía, Shostakóvich también comenzó a trabajar en su ópera satírica La nariz, basada en la historia homónima de Nikolái Gógol. En junio de 1929, contra los deseos del compositor, se representó la ópera y fue atacada ferozmente por la Asociación de Músicos Proletarios de Rusia (RAPM). Su estreno en el escenario el 18 de enero de 1930 se abrió a críticas generalmente pobres y una incomprensión generalizada entre los músicos.
A finales de la década de 1920 y principios de la década de 1930, Shostakóvich trabajó en TRAM, un teatro juvenil proletario. Aunque trabajó poco en esta publicación, lo protegió del ataque ideológico. Gran parte de este período se dedicó a escribir su ópera Lady Macbeth de Mtsensk, que se realizó por primera vez en 1934. Fue inmediatamente exitosa, tanto a nivel popular como oficial. Se la describió como «el resultado del éxito general de la construcción socialista, de la política correcta del partido», y como una ópera que «sólo la podría haber escrito un compositor soviético educado en la mejor tradición de la cultura soviética».
Shostakóvich se casó con su primera esposa, Nina Varzar, en 1932. Las dificultades llevaron al divorcio en 1935, pero la pareja pronto se volvió a casar cuando Nina quedó embarazada de su primera hija, Galina.

### Primera denuncia

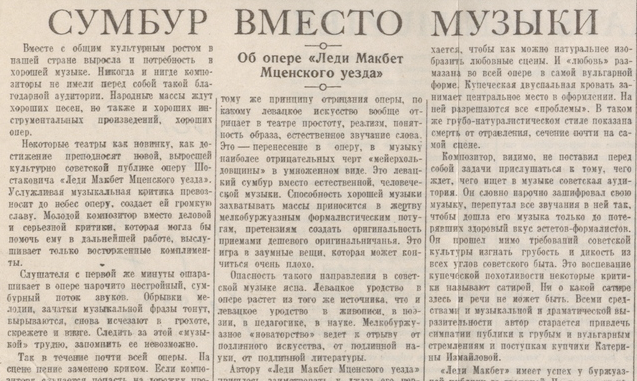
La columna crítica original de Pravda titulada Caos en vez de música contra Shostakóvich, el 28 de enero de 1936.

El 17 de enero de 1936, Iósif Stalin realizó una excepcional visita a la ópera para una nueva obra, El Don apacible, basada en la novela homónima de Mijaíl Shólojov, del poco conocido compositor Ivan Dzerzhinsky, a quien Stalin llamó al palco al final de la actuación y dijo que su obra tenía un «considerable valor ideológico-político». El 26 de enero, Stalin volvió a visitar la ópera, acompañado por Viacheslav Mólotov, Andréi Zhdánov y Anastás Mikoyán, para escuchar a Lady Macbeth de Mtsensk. Él y su séquito se fueron sin hablar con nadie. Un amigo advirtió a Shostakóvich de que debía posponer una gira de conciertos planificada en Arcángel para estar presente en esa actuación en particular. Los relatos de testigos presenciales testifican que el compositor estaba «blanco como una sábana» cuando fue a inclinarse después del tercer acto. En cartas a Sollertinsky, Shostakóvich relató el horror con el que vio a Stalin estremecerse cada vez que los metales y la percusión tocaban demasiado fuerte. Igualmente horrible fue la forma en que Stalin y sus compañeros se rieron de la escena en la que Serguéi y Katerina hacían el amor. Al día siguiente, Shostakóvich se fue a Arcángel y estaba allí cuando escuchó el 28 de enero que Pravda había publicado una diatriba titulada Caos en vez de música, quejándose de que la ópera era un flujo de sonidos «deliberadamente disonante y confuso... donde se grazna, hay gritos y jadeos». Esta fue la señal para una campaña nacional, durante la cual incluso los críticos de música soviéticos que habían elogiado la ópera se vieron obligados a retractarse en forma impresa, diciendo que «no pudieron detectar las deficiencias de Lady Macbeth como lo había señalado Pravda». Hubo resistencia de aquellos que lo admiraban, incluido Sollertinsky, quien se presentó en una reunión de compositores en Leningrado convocada para denunciar la ópera y en su lugar la elogió. Otros dos oradores lo apoyaron. Cuando el compositor regresó a Leningrado, recibió una llamada telefónica del comandante del Distrito Militar de Leningrado, a quien el mariscal Mijaíl Tujachevski le había pedido que se asegurara de que todo estaba bien. Cuando el escritor Isaak Bábel fue arrestado cuatro años después, les dijo a sus interrogadores que «era un terreno común para nosotros proclamar el genio del despreciado Shostakóvich».
El 6 de febrero, Pravda nuevamente lo atacó, esta vez por su ballet ligero cómico La corriente límpida, que denunciaron porque «no suena y no expresa nada» y no daba una imagen precisa de la vida campesina en una koljós (granja colectiva). Temeroso de que estuviera a punto de ser arrestado, Shostakóvich consiguió una cita con el presidente del Comité Estatal de Cultura de la URSS, Platón Kérzhentsev, quien informó a Stalin y Mólotov que había ordenado al compositor que «rechazara los errores formalistas y que en su arte lograra algo que pudiera entenderlo las grandes masas» y que el compositor había admitido estar equivocado y había pedido una reunión con Stalin, que no fue concedida.
Como resultado de esta campaña, los encargos disminuyeron y los ingresos de Shostakóvich cayeron aproximadamente tres cuartas partes. Su Cuarta Sinfonía debía ser estrenada el 11 de diciembre de 1936, pero la retiró del público, posiblemente porque estaba prohibida, y la sinfonía no se realizó hasta 1961. Lady Macbeth de Mtsensk también fue suprimida. El 8 de enero de 1963, se realizó una versión de expurgación bajo un nuevo título, Katerina Izmáilova. La campaña en su contra también sirvió como señal para los artistas que trabajan en otros campos, incluido el arte, la arquitectura, el teatro y el cine, con el escritor Mijaíl Bulgákov, el cineasta Serguéi Eisenstein y el director de teatro Vsévolod Meyerhold entre los objetivos más destacados. Más ampliamente, 1936 marcó el comienzo del Gran Terror, en el que muchos de los amigos y familiares del compositor fueron encarcelados o asesinados. Estos incluyeron a Tujachevski (fusilado meses después de su arresto); su cuñado Vsévolod Frederiks (un físico distinguido, que finalmente fue liberado, pero murió antes de llegar a casa); su amigo cercano Nikolái Zhiliáiev (un musicólogo que le había presentado a Tujachevski; le dispararon poco después de su arresto); su suegra, la astrónoma Sofiya Mijáilovna Varzar (enviada a un campo en Karagandá); su amiga la escritora marxista Galina Serebryakova (20 años en campos); su tío Maksim Kostrykin (muerto); y sus colegas Borís Kornílov y Adrián Piotrovski (ejecutados). Su único consuelo en este período fue el nacimiento de su hija Galina en 1936; su hijo Maksim nació dos años después.

#### Retirada de laCuarta Sinfonía
La publicación de los editoriales de Pravda coincidió con la composición de su Cuarta Sinfonía. La obra marcó un gran cambio en el estilo, debido a la influencia sustancial de Mahler y una serie de elementos de estilo occidental. La sinfonía le causó problemas de composición, ya que intentó reformar su estilo en un nuevo idioma. Estaba inmerso en la obra cuando apareció el artículo de Pravda. Continuó componiendo la sinfonía y planeó un estreno a finales de 1936. Los ensayos comenzaron ese diciembre, pero después de varios, por razones aún desconocidas, decidió retirar la sinfonía del público. Varios de sus amigos y colegas, como Isaak Glikman, han sugerido que era una prohibición oficial que Shostakóvich trató de presentar como una retirada voluntaria. En cualquier caso, parece posible que esta acción salvara la vida del compositor: durante este tiempo temió por sí mismo y su familia. Sin embargo, no repudió la obra; conservó su designación como su Cuarta Sinfonía. En 1946, se publicó una versión reducida para piano y la obra finalmente se estrenó en 1961, mucho después de la muerte de Stalin.
Durante 1936 y 1937, con el fin de mantener un perfil lo más bajo posible entre las sinfonías Cuarta y Quinta, Shostakóvich compuso principalmente música para películas, un género favorecido por Stalin y carente de expresión personal peligrosa.

#### Quinta Sinfoníay favor del público
La respuesta del compositor a su denuncia fue la Quinta Sinfonía de 1937, musicalmente más conservadora que sus obras anteriores. Estrenada el 21 de noviembre de 1937 en Leningrado, fue un éxito y llevó a muchos a llorar y emocionarse. Más tarde, la supuesta memoria de Shostakóvich, Testimonio, declaró: «Nunca creeré que un hombre que no entendía nada podría sentir la Quinta Sinfonía. Por supuesto que entendieron, entendieron lo que estaba sucediendo a su alrededor y entendieron de qué se trataba la Quinta».
El éxito lo situó en buena posición una vez más. Los críticos musicales y las autoridades por igual, incluidos aquellos que lo habían acusado anteriormente de formalismo, afirmaron que había aprendido de sus errores y se había convertido en un verdadero artista soviético. En un artículo de periódico publicado bajo el nombre de Shostakóvich, la Quinta se caracterizaba como «la respuesta creativa de un artista soviético a la crítica justa». El compositor Dmitri Kabalevski, que había estado entre los que se disociaron del compositor cuando se publicó el artículo de Pravda, elogió la Quinta y lo felicitó por «no haber cedido a las tentaciones seductoras de sus formas "erróneas" anteriores».
También fue en este momento cuando Shostakóvich compuso el primero de sus cuartetos de cuerda. Sus obras de cámara le permitieron experimentar y expresar ideas que habrían sido inaceptables en sus sinfonías más públicas. En septiembre de 1937, comenzó a enseñar composición en el Conservatorio de Leningrado, que le proporcionó cierta seguridad financiera.

### Segunda Guerra Mundial

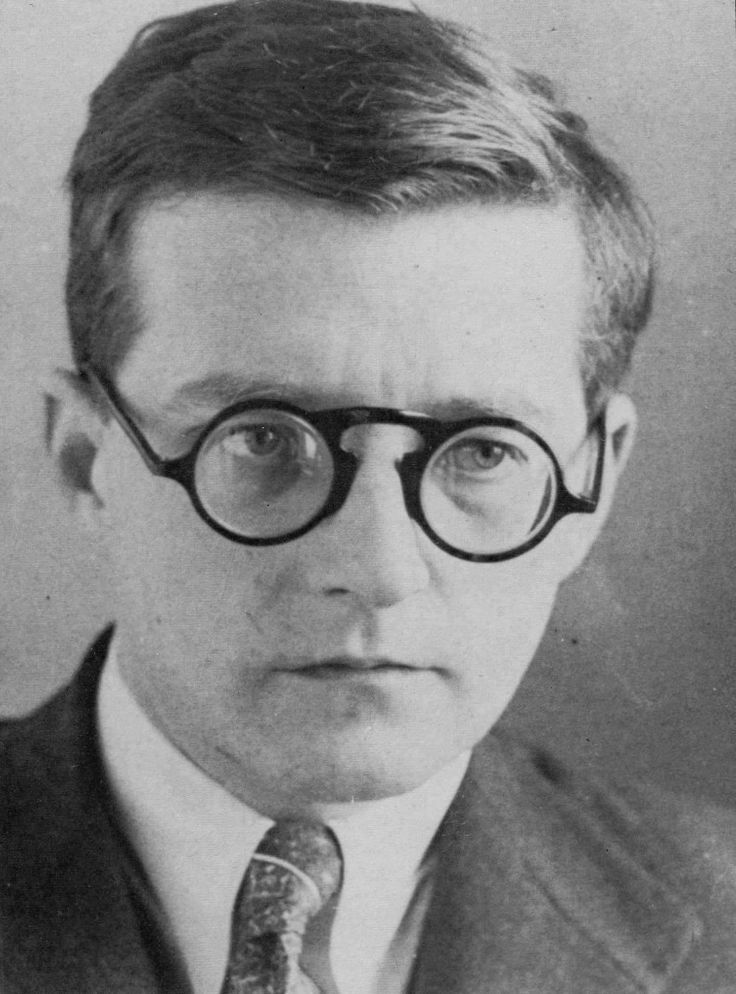
Dmitri Shostakóvich, circa 1941.

En 1939, antes de que las fuerzas soviéticas intentaran invadir Finlandia, el secretario del partido de Leningrado, Andréi Zhdánov, encargó una pieza de celebración a Shostakóvich, la Suite sobre temas finlandeses, que se presentaría mientras las bandas de música del Ejército Rojo desfilaban por Helsinki. La Guerra de invierno fue una experiencia amarga para el Ejército Rojo, el desfile nunca sucedió y el compositor no reclamó la autoría de esta obra. No se realizó hasta 2001. Después del estallido de la guerra entre la Unión Soviética y Alemania en 1941, el compositor permaneció inicialmente en Leningrado. Trató de alistarse en el ejército, pero lo rechazaron debido a su mala vista. Para compensarlo, se convirtió en voluntario de la brigada de bomberos del Conservatorio de Leningrado y transmitió un mensaje de radio al pueblo soviético. La fotografía para la que posó se publicó en periódicos de todo el país.
Su mayor y más famosa contribución en tiempos de guerra fue la Séptima Sinfonía. El compositor escribió los primeros tres movimientos en Leningrado y completó la obra en Kúibyshev (ahora Samara), donde él y su familia habían sido evacuados. No está claro si realmente concibió la idea de la sinfonía con el sitio de Leningrado en mente. Se afirmó oficialmente como una representación de la valiente resistencia del pueblo de Leningrado a los invasores alemanes y una auténtica pieza de arte patriótico en un momento en que se necesitaba levantar la moral. La sinfonía se estrenó por primera vez por la orquesta del Teatro Bolshói en Kúibyshev y pronto se realizó en el extranjero en Londres y Estados Unidos. La actuación más convincente fue el estreno de Leningrado por la Orquesta de Radio en la ciudad sitiada. A la orquesta le quedaban solo 14 músicos, por lo que el director, Karl Eliasberg, tuvo que reclutar a cualquiera que pudiera tocar un instrumento.
La familia se mudó a Moscú en la primavera de 1943. En el momento del estreno de la Octava Sinfonía, la situación había cambiado para el Ejército Rojo. Como consecuencia, el público y, lo más importante, las autoridades, querían otra pieza triunfal del compositor. En cambio, obtuvieron la Octava Sinfonía, quizás lo último en expresión sombría y violenta en la producción de Shostakóvich. Para preservar la imagen del compositor (un puente vital para el pueblo de la Unión y para Occidente), el gobierno asignó el nombre de «Stalingrado» a la sinfonía, dándole la apariencia de luto por los muertos en la sangrienta batalla de Stalingrado. Pero la pieza no escapó a las críticas. Según los informes, su compositor dijo: «Cuando se realizó la Octava, se declaró abiertamente contrarrevolucionaria y antisoviética. Dijeron: "¿Por qué Shostakóvich escribió una sinfonía optimista al comienzo de la guerra y una trágica ahora? Al principio, nos estábamos retirando y ahora estamos atacando, destruyendo a los fascistas. Y Shostakóvich está actuando trágico, eso significa que está del lado de los fascistas"». La obra fue prohibida de manera no oficial, pero efectiva hasta 1956.
La Novena Sinfonía (1945), en contraste, era mucho más ligera en tono. Gavriil Popov escribió que era «espléndida en su alegría de vivir, colorido, brillantez y mordacidad». Pero en 1946, también fue objeto de críticas. Israel Nestyev preguntó si era el momento adecuado para «un interludio ligero y divertido entre las creaciones significativas de Shostakóvich, un rechazo temporal de grandes y serios problemas en aras de pequeñeces juguetonas y arregladas con filigrana». El New York World-Telegram del 27 de julio de 1946 fue igualmente despectivo: «El compositor ruso no debería haber expresado sus sentimientos sobre la derrota del nazismo de una manera tan infantil». Continuó componiendo música de cámara, en particular su Segundo trío para piano (Op. 67), dedicado a la memoria de Sollertinsky, con un agridulce final de totentanz de temática judía. En 1947, nombraron al compositor diputado del Sóviet Supremo de Rusia.

### Segunda denuncia
En 1948, nuevamente denunciaron a Shostakóvich, junto con muchos otros compositores, por formalismo en el decreto Zhdánov. Andréi Zhdánov, presidente del Sóviet Supremo de Rusia, acusó a los compositores (incluidos Serguéi Prokófiev y Aram Jachaturián) de escribir música inapropiada y formalista. Esto fue parte de una campaña en curso contra el formalismo destinada a erradicar toda influencia compositiva occidental, así como cualquier producción percibida como «no rusa». La conferencia dio como resultado la publicación de la Resolución del Politburó del PCUS «Sobre la ópera de V. Muradeli, La Gran Amistad», dirigida a todos los compositores soviéticos y exigía que escribieran solo música «proletaria» o música para las masas. Convocaron a los compositores acusados, incluido Shostakóvich, para pedir disculpas públicas frente al Politburó. La mayoría de sus obras fueron prohibidas y se le retiraron los privilegios a su familia. Yuri Liubímov dice que en este momento «esperó su arresto por la noche en el rellano del ascensor, para que al menos no molestaran a su familia».
Los compositores sufrieron duras consecuencias a raíz del decreto. Shostakóvich fue uno de los despedidos del Conservatorio. Para él, la pérdida de dinero fue quizás el mayor golpe. Otros aún en el Conservatorio experimentaron una atmósfera llena de sospecha. Nadie quería que su trabajo se entendiera como formalista, por lo que muchos recurrieron a acusar a sus colegas de escribir o interpretar música antiproletaria.
En los años siguientes, Shostakóvich compuso tres categorías de obras: música de cine para pagar el alquiler, obras oficiales destinadas a asegurar la rehabilitación oficial y obras serias «para el cajón del escritorio». Las últimas incluían el Concierto para violín n.º 1 y el ciclo de canciones De la poesía popular judía. El ciclo se escribió en un momento en que la campaña antisemita de la posguerra ya estaba en marcha, con arrestos generalizados, incluidos el de Dobrushin y Yiditsky, los compiladores del libro del que Shostakóvich tomó sus textos.

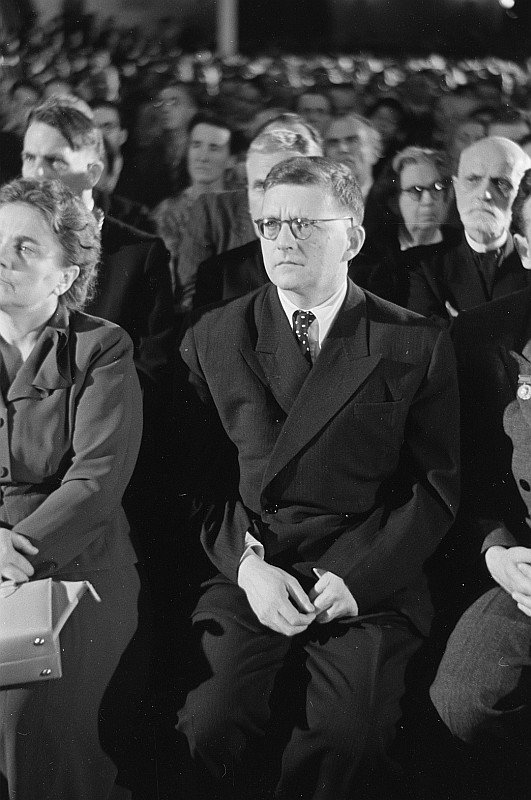
Shostakóvich en 1950.

Las restricciones sobre la música y los arreglos de vivienda de Shostakóvich se suavizaron en 1949, cuando Stalin decidió que los soviéticos debían enviar representantes artísticos al Congreso Cultural y Científico para la Paz Mundial en la ciudad de Nueva York, y que Shostakóvich debería estar entre ellos. Para el compositor, fue una experiencia humillante, que culminó en una conferencia de prensa en Nueva York donde se esperaba que leyera un discurso preparado. Nicolas Nabokov, quien estuvo presente en la audiencia, fue testigo de que Shostakóvich comenzara a leer «con voz nerviosa y temblorosa» antes de que tuviera que interrumpir «y el discurso fue continuado en inglés por un suave barítono de radio». Consciente de que Shostakóvich no era libre de decir lo que pensaba, Nabokov le preguntó públicamente si apoyaba la denuncia reciente de la música de Ígor Stravinski en la Unión Soviética. Era un gran admirador de Stravinski que había sido influenciado por su música, pero no tuvo más alternativa que responder afirmativamente. Nabokov no dudó en escribir que esto demostraba que Shostakóvich «no era un hombre libre, sino una herramienta obediente de su gobierno». El compositor nunca perdonó a Nabokov por esta humillación pública. Ese mismo año se vio obligado a componer la cantata Canción de los bosques, que elogiaba a Stalin como el «gran jardinero».
La muerte de Stalin en 1953 fue el mayor paso hacia la rehabilitación de Shostakóvich como artista creativo, que estuvo marcado por su Décima Sinfonía. Cuenta con una serie de citas y códigos musicales (en particular los motivos DSCH y motivos Elmira), cuyo significado aún se debate, mientras el segundo movimiento salvaje, según Testimonio, pretende ser un retrato musical de Stalin. La Décima se ubica, junto a la Quinta y Séptima, como una de las obras más populares de Shostakóvich. 1953 también vio una corriente de estrenos de las obras del «cajón del escritorio».
Durante los años cuarenta y cincuenta, Shostakóvich tuvo relaciones cercanas con dos de sus alumnas, Galina Ustvólskaya y Elmira Nazírova. En el trasfondo de todo esto quedó su primer matrimonio abierto con Nina Varzar hasta su muerte en 1954. Enseñó a Ustvólskaya de 1937 a 1947. La naturaleza de su relación está lejos de ser clara: Mstislav Rostropóvich la describió como «tierna». Ustvólskaya rechazó una propuesta de matrimonio suya después de la muerte de Nina. La hija de Shostakóvich, Galina, recordó que su padre la consultó a ella y a Maksim sobre la posibilidad de que Ustvólskaya se convirtiera en su madrastra. El amigo de Ustvólskaya, Víktor Suslin, dijo que estaba «profundamente decepcionada» con Shostakóvich cuando se graduó en 1947. La relación con Nazírova parece que fue unilateral, expresada en gran parte en sus cartas a ella, y puede tener una fecha cercana de 1953 a 1956. Se casó con su segunda esposa, la activista del Komsomol Margarita Kaynova, en 1956; la pareja no funcionó y se divorciaron cinco años después.
En 1954, Shostakóvich escribió la Obertura Festiva, op. 96. En 1959, apareció en el escenario en Moscú al final de una actuación de concierto de su Quinta Sinfonía, felicitando a Leonard Bernstein y a la Orquesta Filarmónica de Nueva York por su actuación (parte de una gira de conciertos en la Unión Soviética). Más tarde ese año, Bernstein y la Filarmónica grabaron la sinfonía en Boston para Columbia Records.

### Ingreso en el Partido Comunista

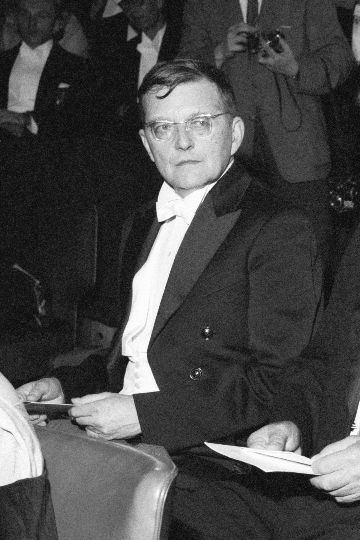
Shostakóvich en 1958 durante una visita a Finlandia.

El año 1960 marcó otro punto de inflexión en la vida de Shostakóvich: se unió al Partido Comunista. El gobierno quería nombrarlo secretario general de la Unión de Compositores Soviéticos, pero para mantener ese cargo se le exigió obtener la membresía del Partido. Se entendió que Nikita Jrushchov, primer secretario del Partido Comunista de 1953 a 1964, buscaba el apoyo de las principales filas de la intelligentsia en un esfuerzo por crear una mejor relación con los artistas de la Unión Soviética. Este evento ha sido interpretado como una muestra de compromiso, una marca de cobardía, el resultado de la presión política o su libre decisión. Por un lado, el apparátchik era indudablemente menos represivo de lo que había sido antes de la muerte de Stalin. Por otro lado, su hijo recordó que el evento redujo las lágrimas de Shostakóvich y que más tarde le dijo a su esposa Irina que había sido chantajeado. Lev Lebedinski dijo que el compositor era suicida. A partir de 1962, se desempeñó como diputado en el Sóviet Supremo de la Unión Soviética. Una vez que se unió al Partido, se publicaron en Pravda bajo su nombre varios artículos que no escribió denunciando el individualismo en la música. Al unirse al Partido, también se comprometió a escribir finalmente el homenaje a Lenin que anteriormente había prometido. Su Duodécima Sinfonía, que retrata la Revolución de Octubre y se completó en 1961, se la dedicó a él y la llamó «El año 1917».
La respuesta musical de Shostakóvich a estas crisis personales fue el Octavo Cuarteto de cuerdas, compuesto en solo tres días. Subtituló la pieza «A las víctimas del fascismo y la guerra», aparentemente en memoria del bombardeo de Dresde que tuvo lugar en 1945. Sin embargo, al igual que la Décima Sinfonía, el cuarteto incorpora citas de varias de sus obras pasadas y su monograma musical. Le confesó a su amigo Isaak Glikman: «Empecé a pensar que si algún día muero, es probable que nadie escriba una obra en mi memoria, así que será mejor que yo mismo escriba una». Varios de los colegas de Shostakóvich, incluida Natalya Vovsi-Mikhoels y el violonchelista Valentín Berlinski, también estaban al tanto de la intención biográfica del Octavo Cuarteto. Peter J. Rabinowitz también ha señalado referencias encubiertas a Metamorphosen de Richard Strauss en él.
En 1962, Shostakóvich se casó, por tercera vez, con Irina Supínskaya. En una carta a Glikman, escribió: «Su único defecto es que tiene 27 años. En todos los demás aspectos es espléndida: inteligente, alegre, directa y muy simpática». Según Galina Vishnévskaya, quien conocía bien a los Shostakóvich, este matrimonio fue muy feliz: «Fue con ella con quien Dmitri Dmítrievich finalmente llegó a conocer la paz doméstica... Seguramente, ella prolongó su vida varios años». En noviembre, hizo su única aventura en la dirección, dirigiendo un par de sus propias obras en Gorki.
Ese año, Shostakóvich volvió a abordar el tema del antisemitismo en su Decimotercera Sinfonía (subtitulada Babi Yar, en memoria de la matanza de los nazis cometida allí). La sinfonía establece una serie de poemas de Yevgueni Yevtushenko, el primero de los cuales conmemora una masacre de judíos ucranianos durante la Segunda Guerra Mundial. Las opiniones están divididas en cuanto a cuán grande era el riesgo: el poema había sido publicado en los medios soviéticos y no fue prohibido, pero siguió siendo controvertido. Después del estreno de la sinfonía, Yevtushenko se vio obligado a agregar una estrofa a su poema que decía que rusos y ucranianos habían muerto junto a los judíos en Babi Yar.
En 1965, Shostakóvich levantó la voz en defensa del poeta Joseph Brodsky, quien fue sentenciado a cinco años de exilio y trabajos forzados. Además, cofirmó protestas con Yevtushenko, otros artistas soviéticos, como Kornéi Chukovski, Anna Ajmátova y Samuíl Marshak, y el filósofo francés Jean-Paul Sartre. Después de las protestas, le conmutaron la sentencia y Brodsky regresó a Leningrado.

### Últimos años y muerte

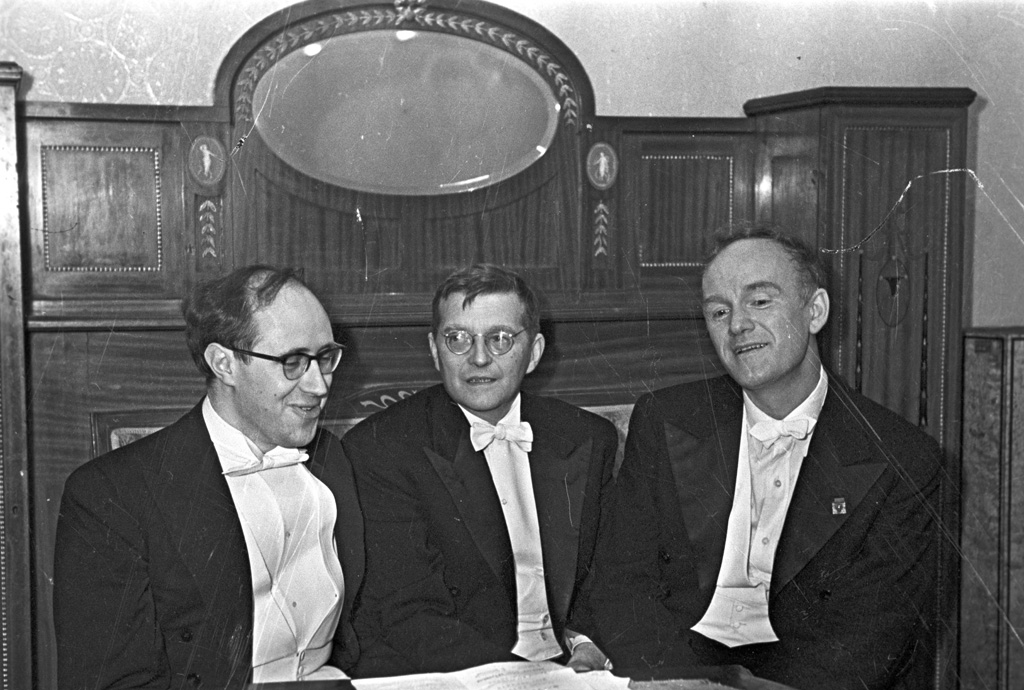
Mstislav Rostropóvich, Shostakóvich y Sviatoslav Richter en 1968.

En 1964, Shostakóvich compuso la música para la película soviética Hamlet, de Grigori Kózintsev, que recibió críticas favorables de The New York Times: «Pero la falta de esta estimulación auditiva, de las palabras elocuentes de Shakespeare, es recompensada en cierta medida por una espléndida y conmovedora partitura musical de Dmitri Shostakóvich. Esto tiene una gran dignidad y profundidad, y a veces un desenfreno apropiado o convertirse en ligereza».
En sus últimos años, Shostakóvich padecía problemas de salud crónicos, pero se resistió a dejar el tabaco y el vodka. A partir de 1958, sufrió una condición debilitante que afectó particularmente su mano derecha, lo que finalmente lo obligó a dejar de tocar el piano; en 1965, le diagnosticaron poliomielitis. También sufrió ataques cardíacos al año siguiente y nuevamente en 1971, y varias caídas en las que se rompió ambas piernas. En 1967, escribió en una carta: «Objetivo alcanzado hasta ahora: 75 % (pierna derecha rota, pierna izquierda rota, mano derecha defectuosa). Todo lo que necesito hacer ahora es destrozar la mano izquierda y luego el 100 % de mis extremidades estarán fuera de servicio». A pesar de sufrir esclerosis lateral amiotrófica (ELA) desde la década de 1960, Shostakóvich insistió en escribir toda su propia correspondencia y música, incluso cuando su mano derecha estaba prácticamente inutilizada.

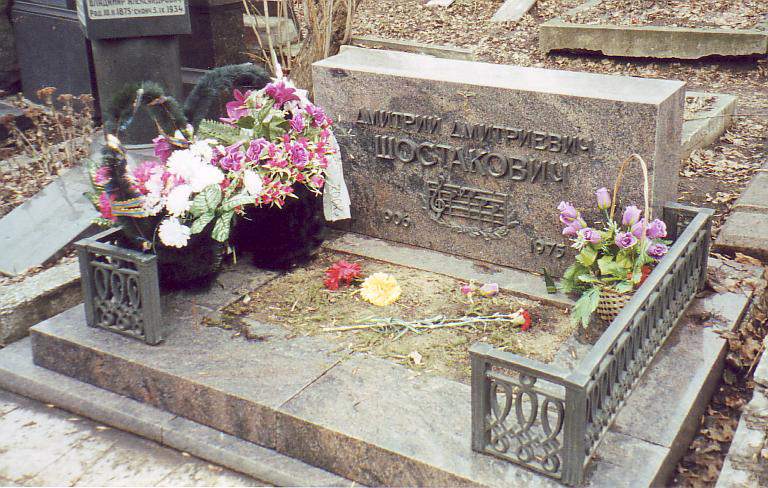
Tumba de Dmitri Shostakóvich en el cementerio Novodévichi de Moscú.

Una preocupación por su propia mortalidad impregna sus obras posteriores, como los últimos cuartetos y la Decimocuarta Sinfonía de 1969 (un ciclo de canciones basado en una serie de poemas sobre el tema de la muerte). Esta pieza también encuentra a Shostakóvich en su punto más extremo con el lenguaje musical, con temas de 12 tonos y polifonía densa en todas partes. Dedicó la Decimocuarta a su íntimo amigo Benjamin Britten, quien dirigió su estreno occidental en el Festival de Aldeburgh de 1970. La Decimoquinta Sinfonía de 1971 es, por el contrario, de naturaleza melódica y retrospectiva, citando a Richard Wagner, Gioachino Rossini y la Cuarta Sinfonía del propio compositor.
Shostakóvich murió de cáncer de pulmón el 9 de agosto de 1975. Se celebró un funeral civil y fue enterrado en el cementerio Novodévichi de Moscú.

## Obra

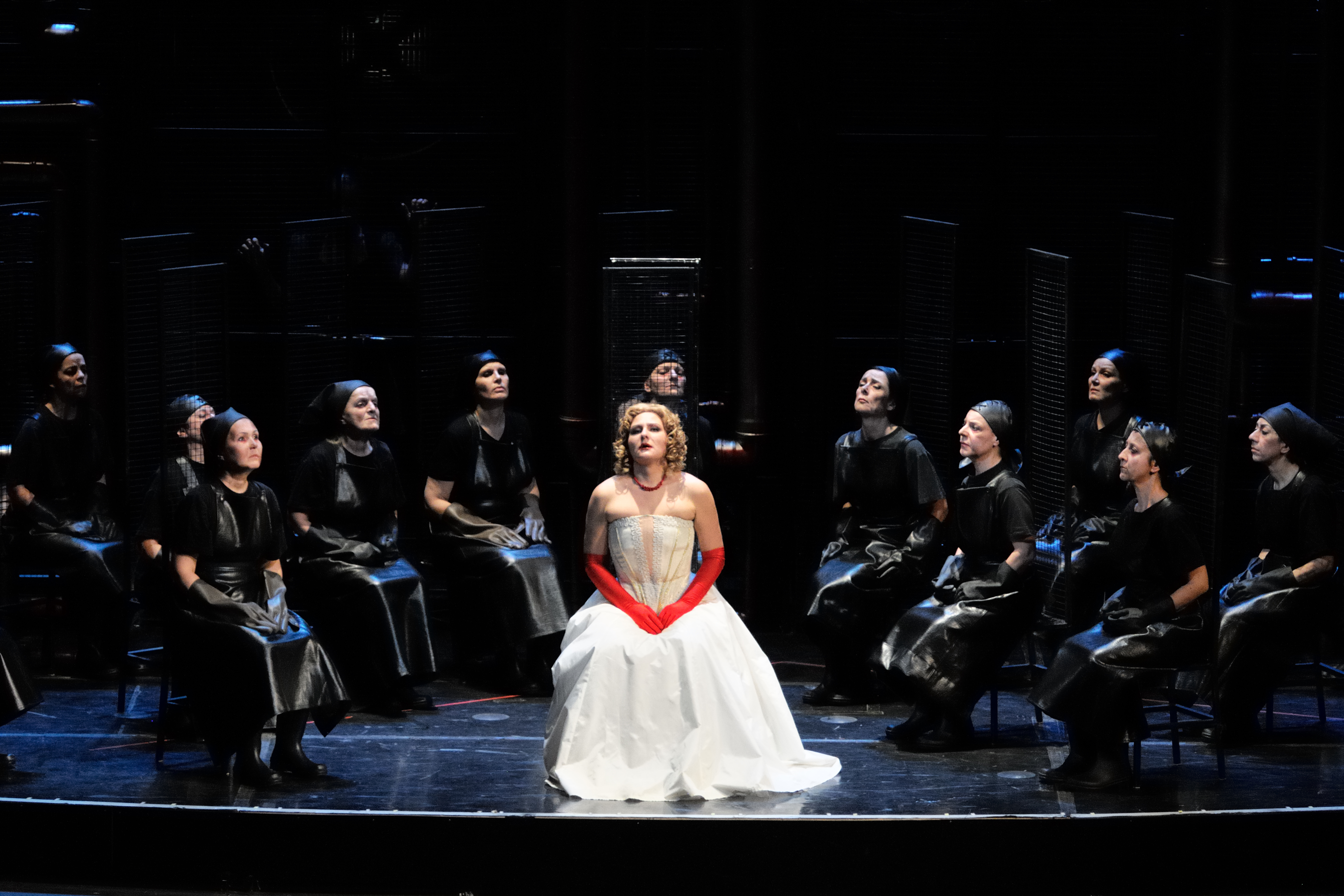
Representación de la ópera Lady Macbeth de Mtsensk en el Teatro Comunale (Bolonia) en 2014.

Las obras de Shostakóvich son ampliamente tonales y en la tradición romántica, pero con elementos de atonalidad y cromatismo. En algunas de sus obras posteriores (por ejemplo, el Duodécimo Cuarteto), utilizó escalas cromáticas. Su producción está dominada por sus ciclos de sinfonías y cuartetos de cuerda, cada uno con un total de 15. Las sinfonías se distribuyen de manera bastante uniforme a lo largo de su carrera, mientras que los cuartetos se concentran en la última parte. Entre las más populares se encuentran las Sinfonías Quinta y Séptima y los Cuartetos Octavo y Decimoquinto. Otras obras incluyen las óperas Lady Macbeth de Mtsensk, La nariz y la inconclusa Los jugadores, basada en la comedia de Gógol; seis conciertos (dos para piano, violín y violonchelo); dos tríos de piano; y una gran cantidad de música cinematográfica.
Su música muestra la influencia de muchos de los compositores que más admiraba: Johann Sebastian Bach en sus fugas y pasacalles; Ludwig van Beethoven en los últimos cuartetos; Gustav Mahler en las sinfonías; y Alban Berg en su uso de códigos musicales y citas. Entre los compositores rusos, admiraba particularmente a Modest Músorgski, cuyas óperas Borís Godunov y Jovánschina reorquestó; la influencia de Músorgski es más prominente en las escenas invernales de Lady Macbeth y la Undécima Sinfonía, así como en obras satíricas como «Rayok antiformalista». La influencia de Serguéi Prokófiev es más evidente en las primeras obras para piano, como la primera sonata y el Primer concierto. La influencia de la iglesia rusa y la música popular es evidente en sus obras para el coro no acompañado de la década de 1950.
La relación de Shostakóvich con Ígor Stravinski fue profundamente ambivalente; como le escribió a Glikman: «Stravinski, el compositor al que adoro. Stravinski, el pensador que desprecio». Estaba particularmente enamorado de la Sinfonía de los Salmos y presentó una copia de su propia versión para piano a Stravinski cuando este último visitó la Unión Soviética en 1962 (la reunión de los dos compositores no tuvo mucho éxito; los observadores comentaron sobre el nerviosismo extremo de Shostakóvich y la «crueldad» de Stravinski hacia él).

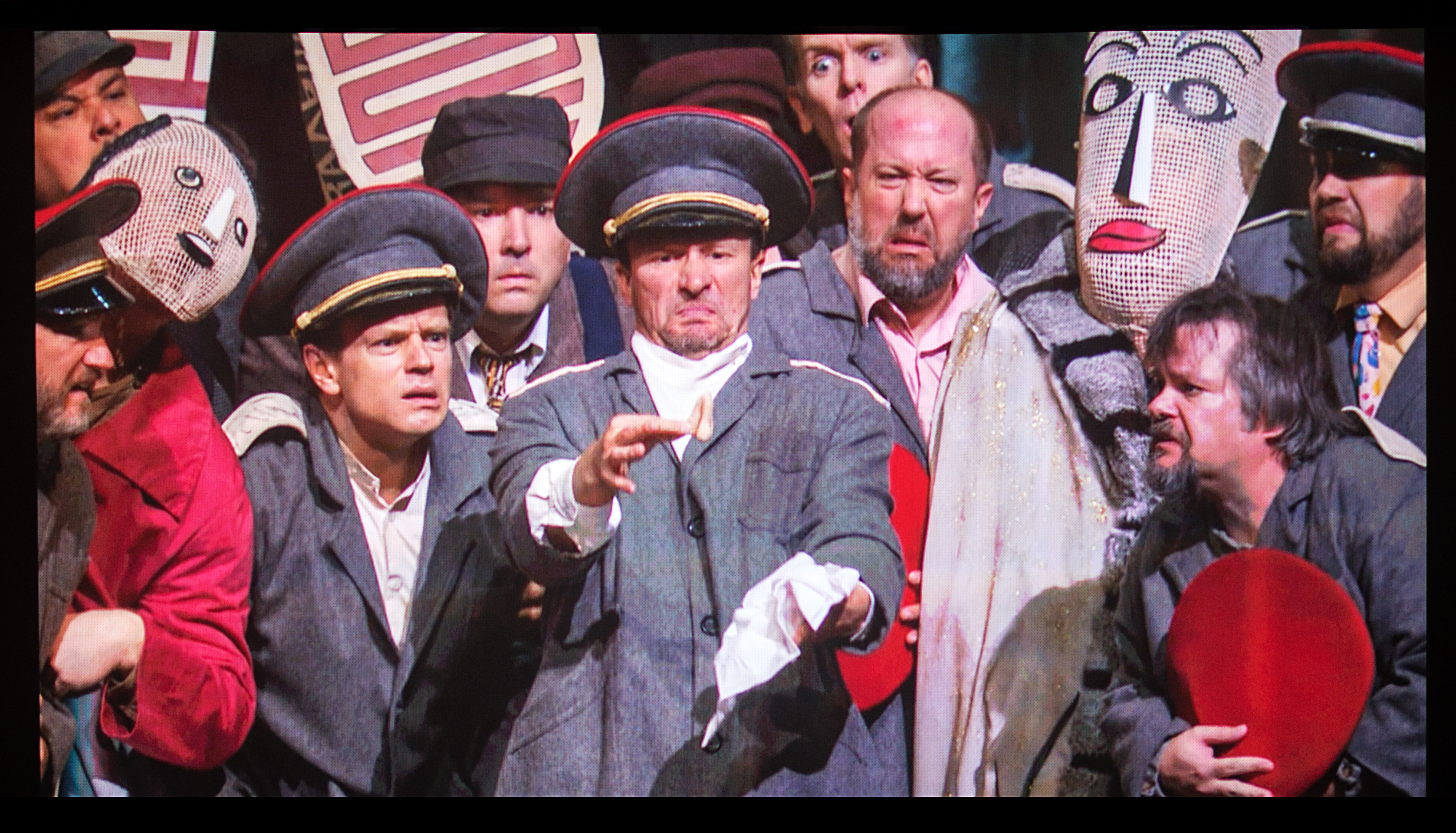
Representación de la ópera La nariz en el Metropolitan Opera House de Nueva York en 2013.

Muchos comentaristas han notado la disyunción entre las obras experimentales antes de la denuncia de 1936 y las más conservadoras que siguieron. El compositor le dijo a Flora Litvínova, «sin "orientación del partido"... hubiera mostrado más brillantez, hubiera usado más sarcasmo, podría haber revelado mis ideas abiertamente en lugar de tener que recurrir al camuflaje». Los artículos que Shostakóvich publicó en 1934 y 1935 citaron a Berg, Arnold Schönberg, Ernst Krenek, Paul Hindemith, «y especialmente a Stravinski» entre sus influencias. Las obras clave del período anterior son la Primera Sinfonía, que combinaba el carácter académico del conservatorio con sus inclinaciones progresistas; La nariz («la más intransigentemente modernista de todas sus obras»); Lady Macbeth, que precipitó la denuncia; y la Cuarta Sinfonía, descrita en el Diccionario Grove como «una síntesis colosal del desarrollo musical de Shostakóvich hasta la fecha». La Cuarta también fue la primera pieza en la que se destacó la influencia de Mahler, prefigurando la ruta que Shostakóvich tomó para asegurar su rehabilitación, mientras que él mismo admitió que las dos anteriores fueron las menos exitosas.
En los años posteriores a 1936, las obras sinfónicas de Shostakóvich fueron musicalmente conservadoras, independientemente de cualquier contenido político subversivo. Durante este tiempo, recurrió cada vez más a música de cámara, un campo que le permitió explorar ideas diferentes y a menudo más oscuras sin escrutinio. Si bien sus obras de cámara eran en gran parte tonales, le dieron a Shostakóvich una salida para una reflexión sombría que no era bienvenida en sus obras más públicas. Esto es más evidente en las últimos obras de cámara, que retratan lo que el Diccionario Grove llama «mundo de entumecimiento purgatorial»; en algunas de estas incluyó escalas cromáticas, aunque las trató como temas melódicos en lugar de serios. Las obras vocales también son una característica destacada de su producción tardía, ya que establecen textos a menudo relacionados con el amor, la muerte y el arte.

### Temas judíos

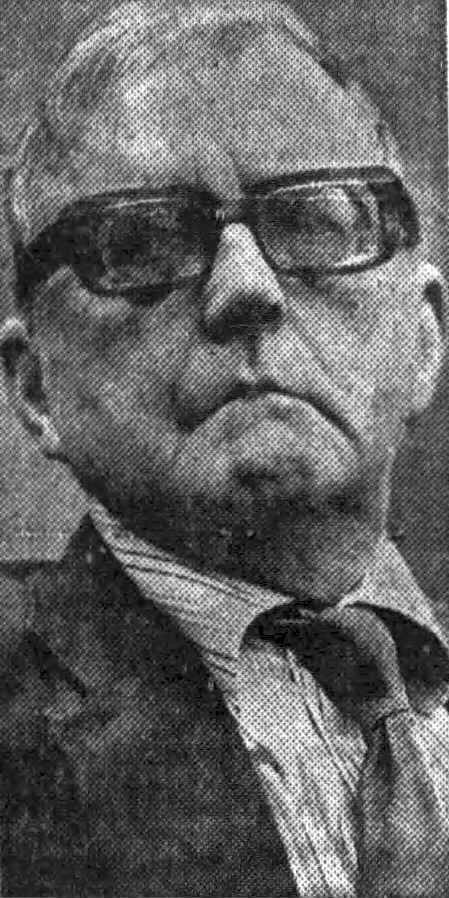
Shostakóvich en 1973.

Incluso antes de las campañas antisemitas estalinistas a fines de la década de 1940 y principios de la de 1950, Shostakóvich mostró interés en los temas judíos. Estaba intrigado por la «capacidad de la música judía para construir una melodía alegre en entonaciones tristes». Ejemplos de obras que incluyeron temas judíos son el Cuarteto de cuerdas n.º 4 (1949), el Primer Concierto para violín (1948) y los Cuatro monólogos sobre poemas de Pushkin (1952), así como el Trío para piano en mi menor (1944). Se inspiró aún más para escribir con temas judíos cuando examinó la tesis de Moiséi Beregovski de 1944 sobre la música popular judía.
En 1948, Shostakóvich adquirió un libro de canciones populares judías, del cual compuso el ciclo de canciones De la poesía popular judía. Inicialmente escribió ocho canciones destinadas a representar las dificultades de ser judío en la Unión Soviética. Para disfrazar esto, agregó tres más para demostrar la gran vida que los judíos tenían bajo el régimen soviético. A pesar de sus esfuerzos por ocultar el verdadero significado de la obra, la Unión de Compositores se negó a aprobar su música en 1949 bajo la presión del antisemitismo que se apoderó del país. De la poesía popular judía no se pudo realizar hasta después de la muerte de Stalin en marzo de 1953, junto con todas las demás obras que estaban prohibidas.

### Autorreferencias
A lo largo de sus composiciones, Shostakóvich demostró un uso controlado de la cita musical. Esta elección estilística había sido común entre los compositores anteriores, pero Shostakóvich la convirtió en una característica definitoria de su música. En lugar de citar a otros compositores, Shostakóvich prefirió citarse a sí mismo. Los musicólogos han conectado sus obras a través de sus citas.
Un ejemplo es el tema principal del aria de Katerina, «Seryozha, joroshiy moy», del cuarto acto de Lady Macbeth de Mtsensk. Acompaña a Katerina mientras se reúne con su amante Serguéi. La belleza del aria viene como un soplo de aire fresco en el tono intenso y dominante de la escena. Esto va bien con el diálogo, ya que Katerina visita a su amante en prisión. El tema se vuelve trágico cuando Serguéi la traiciona y encuentra un nuevo amante al culpar a Katerina por su encarcelamiento.
Más de 25 años después, Shostakóvich citó este tema en su Octavo cuarteto de cuerda. En medio de los temas opresivos y sombríos de este cuarteto, el único momento ligero y alegre es cuando el violonchelo introduce el tema de Seryozha a los tres minutos del cuarto movimiento. La cita utiliza la esperanza de Katerina en medio de la miseria como un medio para demostrar la esperanza de los oprimidos por los fascistas.
Este tema surge una vez más en su Decimocuarto cuarteto de cuerda. Como en el Octavo, el violonchelo presenta el tema, pero con un propósito completamente diferente. El último en el «cuarteto de cuartetos» de Shostakóvich, el Decimocuarto sirve para honrar al violonchelista del Cuarteto de cuerdas de Beethoven, Serguéi Shirinski. En lugar de reflejar las intenciones del tema original, la cita sirve como una dedicatoria a Shirinski.

### Música cinematográfica
Durante más de 40 años, Shostakóvich compuso música cinematográfica. Comenzó en dicho género como forma para ganarse la vida y pagar el alquiler. Aunque compuso la banda sonora de cerca de 30 películas, la mayor parte de ellas tuvo escasa relevancia. Su primera contribución fue en 1929 a la obra muda La nueva Babilonia (Novy Vavilón) de Grigori Kózintsev y Leonid Trauberg y culminó en 1971 con una nueva versión de El rey Lear. Entre sus contribuciones más destacadas se encuentra la música para la película Hamlet, dirigida por Grigori Kózintsev. En 1961, estuvo nominado a los premios Óscar como mejor banda sonora original por la película Jovánschina, de Vera Stróieva.

### Publicaciones póstumas
En 2004, la musicóloga Olga Digónskaya descubrió un tesoro de manuscritos de Shostakóvich en el Museo Central de Cultura Musical del Estado Glinka en Moscú. En un archivo de cartón había unas «300 páginas de bocetos musicales, piezas y partituras» manuscritas del compositor. «Un amigo compositor sobornó a la criada de Shostakóvich para que le entregara regularmente el contenido del contenedor de basura de la oficina de Shostakóvich, en lugar de llevarlo a la basura. Algunos de esos desechados finalmente llegaron al Glinka... El archivo de Glinka "contenía una gran cantidad de piezas y composiciones que eran completamente desconocidas o que se podían rastrear de manera bastante indirecta", dijo Digónskaya».
Entre ellos estaban los bocetos vocales y de piano de Shostakóvich para el prólogo de una ópera, Orango (1932). Fueron orquestados por el compositor británico Gerard McBurney y estrenados en diciembre de 2011 por la Orquesta Filarmónica de Los Ángeles.

### Críticas

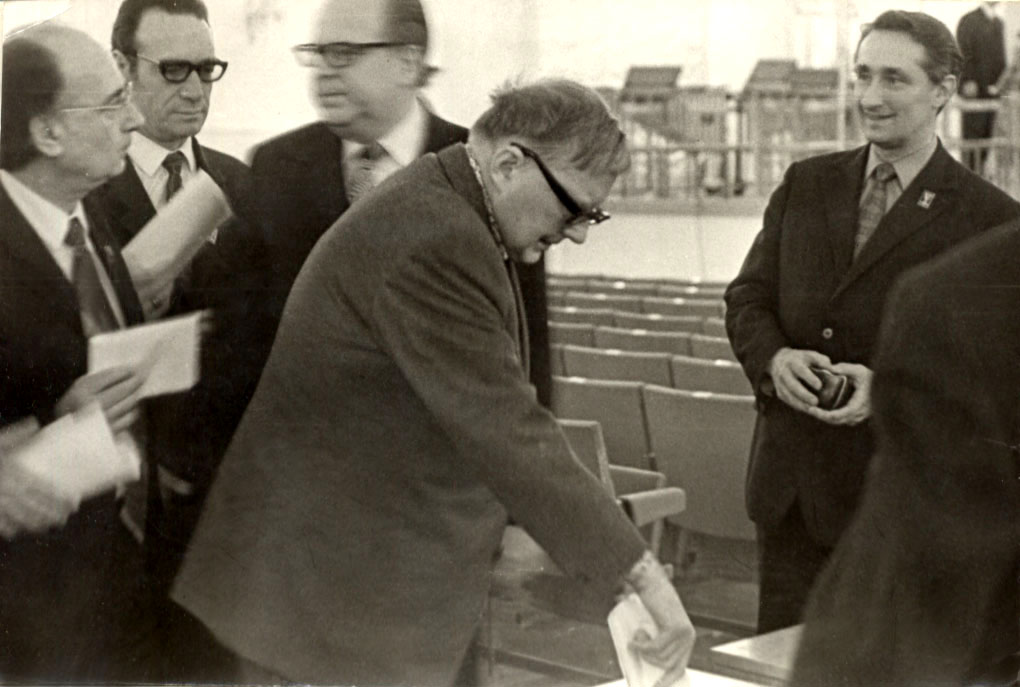
Shostakóvich vota en la elección del Consejo de Administración de Músicos Soviéticos en Moscú en 1974.

Según McBurney, la opinión está dividida sobre si la música de Shostakóvich es «de poder visionario y originalidad, como algunos sostienen o, como otros piensan, derivada, basura, vacía y de segunda mano». William Walton, su contemporáneo británico, lo describió como «el mejor compositor del siglo XX». El musicólogo David Fanning concluye en el Diccionario Grove que «en medio de las presiones conflictivas de los requisitos oficiales, el sufrimiento masivo de sus compatriotas y sus ideales personales de servicio humanitario y público, logró forjar un lenguaje musical de colosal poder emocional».
Algunos compositores modernos han sido críticos. Pierre Boulez descartó la música de Shostakóvich como «la segunda, o incluso la tercera extracción de Mahler». El compositor rumano y discípulo de Anton Webern Philip Gershkovich llamó a Shostakóvich «un truco en trance». Una queja relacionada es que el estilo de Shostakóvich es vulgar y estridente: Stravinski escribió sobre Lady Macbeth: «brutalmente martilleante... y monótona». El compositor y musicólogo inglés Robin Holloway describió su música como «gris plomizo en melodía y armonía, estructura funcional de fábrica; en contenido, todo retórica y coerción».
En la década de 1980, el director y compositor finlandés Esa-Pekka Salonen criticó a Shostakóvich y se negó a dirigir su música. Por ejemplo, dijo en 1987:

Shostakóvich es, en muchos sentidos, una contrafuerza polar para Stravinski. [...] Cuando dije que la Séptima Sinfonía de Shostakóvich es una composición aburrida y desagradable, la gente respondió: «Sí, sí, pero piense en los antecedentes de esa sinfonía». Tal actitud no le hace bien a nadie.

Desde entonces, Salonen ha interpretado y grabado varias de las obras de Shostakóvich, incluidos los Conciertos para piano n.º 1 y 2 (1999), el Concierto para violín n.º 1 (2010), el estreno mundial de Orango y la Cuarta Sinfonía (2012), pero ha descartado la Quinta Sinfonía como «sobrevalorada» y agregó que «desconfiaba mucho de las cosas heroicas en general».
Shostakóvich toma prestado ampliamente del material y los estilos de los primeros compositores y de la música popular; la vulgaridad de la música «baja» es una influencia notable en «el más grande de los eclécticos». McBurney remonta esto a los círculos artísticos de vanguardia del período soviético temprano en el que Shostakóvich se movió al principio de su carrera y argumenta que estos préstamos fueron una técnica deliberada para permitirle crear «patrones de contraste, repetición, exageración» que le dieron a su música estructura a gran escala.

## Carácter
Shostakóvich era, en muchos sentidos, un hombre obsesivo: según su hija, estaba «obsesionado con la limpieza». Sincronizó los relojes de su departamento y regularmente se enviaba cartas para probar cuán bien funcionaba el servicio postal. El libro de Elizabeth Wilson Shostakovich: A Life Remembered indexa 26 referencias a su nerviosismo. Mijaíl Druskin recuerda que, incluso cuando era joven, el compositor era «frágil y nerviosamente ágil». Yuri Lyubimov comenta: «El hecho de que fuera más vulnerable y receptivo que otras personas fue sin duda una característica importante de su genio». En años posteriores, recordó Krzysztof Meyer, «su rostro era una bolsa de tics y muecas».
En el estado de ánimo más ligero de Shostakóvich, el deporte era una de sus principales recreaciones, aunque prefería ver o arbitrar a participar (era un árbitro de fútbol calificado). Su club de fútbol favorito era el Zenit Leningrado, que veía regularmente. También disfrutaba los juegos de cartas, particularmente el solitario.
Shostakóvich era aficionado a escritores satíricos como Nikolái Gógol, Antón Chéjov y Mijaíl Zóschenko. La influencia de este último en particular es evidente en sus cartas, que incluyen parodias irónicas de los oficiales soviéticos. Zóschenko notó las contradicciones en el carácter del compositor: «él es... débil, frágil, retraído, un niño infinitamente directo y puro... pero también duro, ácido, extremadamente inteligente, fuerte quizás, despótico y no del todo bueno (aunque cerebralmente bondadoso)».
Shostakóvich tenía dudas por naturaleza: Flora Litvínova ha dicho que era «completamente incapaz de decir "no" a nadie». Esto significaba que era fácilmente persuadido para firmar declaraciones oficiales, incluida una denuncia a Andréi Sájarov en 1973. Su viuda más tarde le dijo al Helsingin Sanomat que su nombre estaba incluido sin su permiso. Pero estaba dispuesto a tratar de ayudar a los constituyentes en su calidad de miembro del secretariado de la Unión de Compositores y diputado del Sóviet Supremo. Oleg Prokófiev dijo que «trató de ayudar a tanta gente que... se prestaba cada vez menos atención a sus súplicas». Cuando se le preguntó si creía en Dios, Shostakóvich respondió: «No, y lo siento mucho».

## Ortodoxia y revisionismo

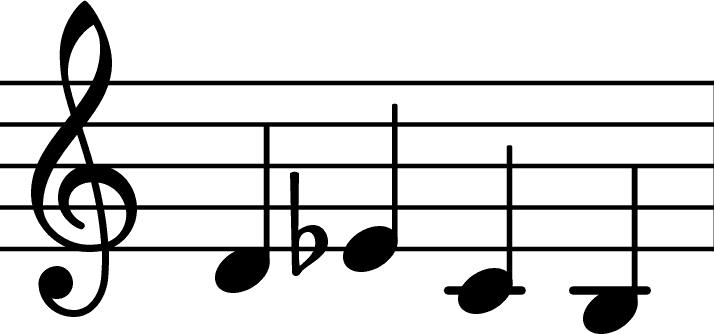
Shostakóvich se representó a sí mismo en algunas obras con el motivo DSCH: re-mi-do-si.

La respuesta de Shostakóvich a las críticas oficiales y si utilizó la música como una especie de disidencia encubierta es un tema de controversia. Exteriormente, se conformó con las políticas y posiciones del gobierno, leyó discursos y puso su nombre en artículos que expresaban la línea del gobierno. Pero es evidente que le disgustaban muchos aspectos del régimen, como lo confirmaron su familia, sus cartas a Isaak Glikman y la cantata satírica Rayok antiformalista, que ridiculizaba la campaña antiformalista y que se mantuvo oculta incluso después de su muerte. Era amigo cercano del mariscal de la Unión Soviética Mijaíl Tujachevski, quien fue ejecutado en 1937 durante la Gran Purga.
También es incierto hasta qué punto Shostakóvich trataba de mostrar su oposición al régimen a través de su música. El punto de vista revisionista fue expuesto por Solomón Vólkov en su libro Testimonio en 1979, que Vólkov presentó como si fueran las memorias del compositor. El Shostakóvich que supuestamente habla en Testimonio dice que muchas de sus obras contienen mensajes en clave contra el gobierno. El libro alegaba que muchas de las obras del compositor contenían mensajes codificados contra el gobierno y lo colocaba en una tradición de artistas rusos burlando la censura que se remonta al menos a Aleksandr Pushkin. Incorporó muchas citas y motivos en su obra, entre los que destaca su firma musical DSCH. Su colaborador por mucho tiempo, Yevgueni Mravinski, dijo que «Shostakóvich explicaba frecuentemente sus intenciones con imágenes y connotaciones muy específicas». La perspectiva revisionista ha sido apoyada posteriormente por sus hijos, Maksim y Galina, aunque Maksim dijo en 1981 que el libro de Vólkov no era obra de su padre. Vólkov ha argumentado además, tanto en Testimonio como en Shostakóvich y Stalin, que el compositor adoptó el papel de yuródivy o santo tonto en sus relaciones con el gobierno. Otros revisionistas prominentes son Ian MacDonald, cuyo libro The New Shostakovich presentó más interpretaciones revisionistas de su música, y Elizabeth Wilson, cuyo Shostakovich: A Life Remembered proporciona el testimonio de muchos de los conocidos del compositor.
Músicos y académicos, incluidos Laurel Fay y Richard Taruskin, cuestionan la autenticidad y debaten la importancia de Testimonio, alegando que Vólkov lo recopiló a partir de una combinación de artículos reciclados, chismes y posiblemente alguna información directamente del compositor. Fay documenta estas acusaciones en su artículo de 2002 El testimonio de Vólkov reconsiderado, mostrando que las únicas páginas del manuscrito original de Testimonio que Shostakóvich había firmado y verificado son reproducciones palabra por palabra de entrevistas anteriores que dio, ninguna de las cuales es controvertida. Contra esto, Allan B. Ho y Dmitry Feofanov han señalado que al menos dos de las páginas firmadas contienen material controvertido: por ejemplo, «en la primera página del capítulo 3, donde [Shostakóvich] señala que la placa que dice “En esta casa vivió (Vsévolod) Meyerhold” también debería decir “Y en esta casa su esposa fue brutalmente asesinada”».

## Legado

### Influencia

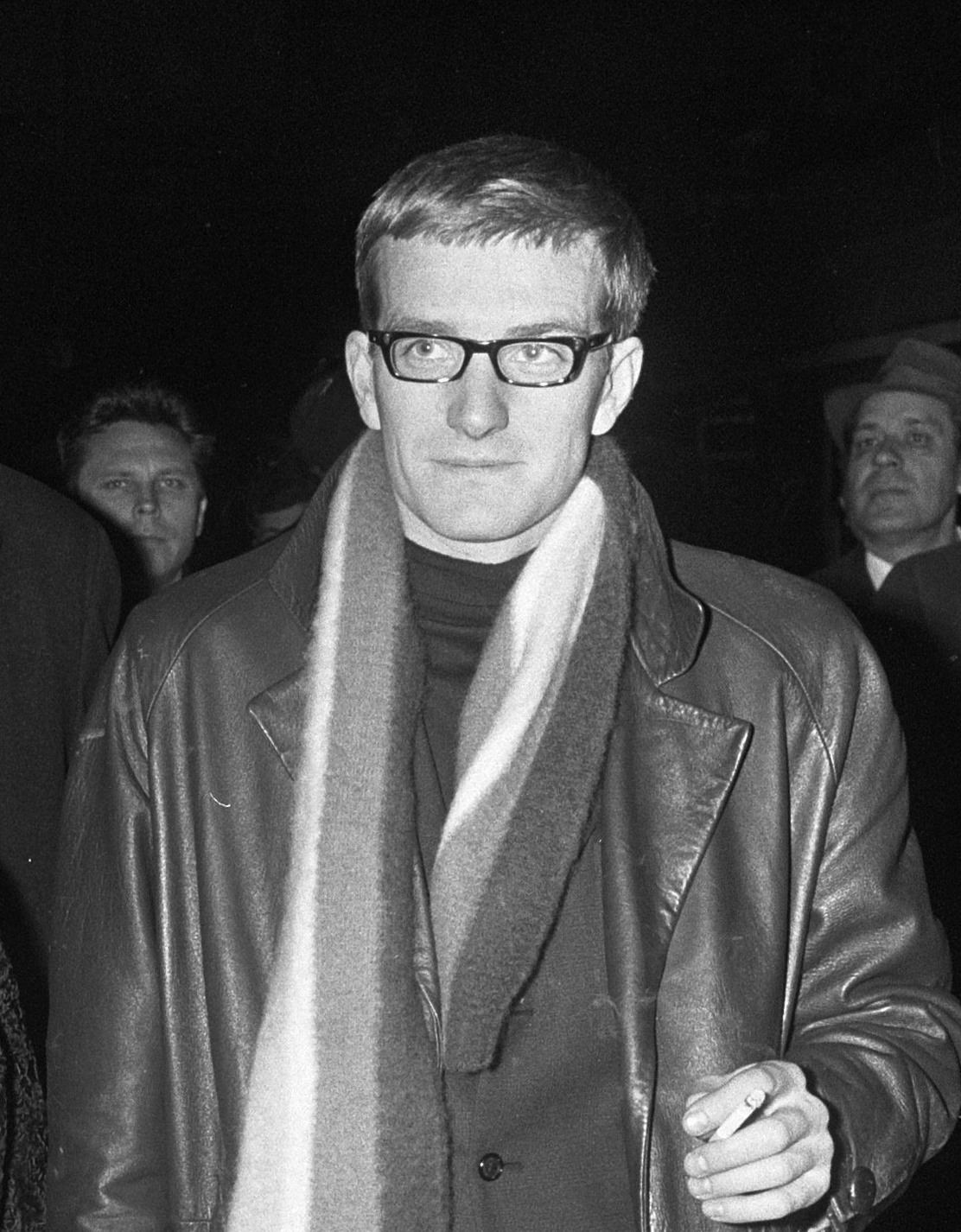
Su hijo Maksim en 1967.

La influencia musical de Shostakóvich en compositores posteriores fuera de la antigua Unión Soviética ha sido relativamente escasa, aunque Alfred Schnittke retomó su eclecticismo y sus contrastes entre lo dinámico y lo estático, y parte de la música de André Previn muestra vínculos claros con el estilo de orquestación de Shostakóvich. Su influencia también se puede ver en algunos compositores nórdicos, como Lars-Erik Larsson. Muchos de sus contemporáneos rusos y sus alumnos en el Conservatorio de Leningrado estuvieron fuertemente influenciados por su estilo (incluido el alemán German Okunev, Serguéi Slonimski, Qara Qarayev, Karen Jachaturian, Gueorgui Svirídov y Boris Tishchenko, cuya Quinta Sinfonía de 1978 está dedicada a la memoria de Shostakóvich) e incluso músicos de una generación posterior, como Schnittke, Mijáil Marutáiev, Alekséi Nikoláiev, Edison Denísov y Sofiya Gubaidúlina. El lenguaje conservador de Shostakóvich se ha vuelto cada vez más popular entre el público dentro y fuera de Rusia, a medida que la vanguardia ha disminuido en influencia y se ha desarrollado el debate sobre sus puntos de vista políticos.

### Grabaciones
Su hijo, Maksim, pianista y director de orquesta, fue el dedicatario y primer intérprete de algunas de las obras de su padre. El propio compositor dejó varias grabaciones de sus propias obras para piano; otros intérpretes notables de su música incluyen Emil Guilels, Mstislav Rostropóvich, Tatiana Nikoláyeva, Mariya Yúdina, David Óistraj y miembros del Cuarteto Beethoven. Su última obra fue su Sonata para viola, que se realizó por primera vez oficialmente el 1 de octubre de 1975.
En mayo de 1958, durante una visita a París, Shostakóvich grabó sus dos conciertos para piano con André Cluytens, así como algunas obras cortas para piano. Estos fueron emitidos por EMI en un LP, reeditados por Seraphim Records en LP y finalmente remasterizados digitalmente y lanzados en CD. Shostakóvich grabó los dos conciertos en estéreo en Moscú para Melodiya. También tocó los solos de piano en grabaciones de la Sonata para violonchelo, op. 40 con el violonchelista Daniil Shafran y también con Mstislav Rostropóvich; la Sonata para violín, op. 134, con el violinista David Óistraj; y el Trío para piano, op. 67 con el violinista David Oistrakh y el violonchelista Miloš Sádlo. También hay un cortometraje sonoro de Shostakóvich como solista en un concierto de la década de 1930 sobre los momentos finales de su primer concierto para piano. También se realizó una película en color de Shostakóvich supervisando el reestreno soviético de La nariz en 1974, su último año de vida. Un logro importante fue la grabación de EMI de la ópera original, no expurgada Lady Macbeth de Mtsensk. Hubo al menos una grabación de la versión limpia, Katerina Ismailova, que Shostakóvich había hecho para satisfacer la censura soviética. Pero cuando el director Mstislav Rostropóvich y su esposa, la soprano Galina Vishnévskaya finalmente se les permitió emigrar a Occidente, el compositor les suplicó que grabaran la partitura original completa, lo que hicieron en abril de 1978. Presenta a Vishnévskaya como Katerina, Nicolai Gedda como Serguéi, Dimiter Petkov como Borís Ismailov y un brillante elenco de apoyo bajo la dirección de Rostropóvich.

### En la cultura popular

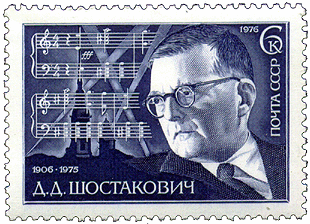
Un sello postal soviético en recuerdo de Shostakóvich con un fragmento de su Séptima Sinfonía, publicado en 1976.

Incluso antes de su muerte, Shostakóvich había sido conmemorado con el nombramiento de la península que lleva su nombre en la isla Alejandro I de la Antártida. El asteroide (2669) Shostakovich, descubierto por Liudmila Chernyj el 16 de diciembre de 1976, recibe su nombre en honor al compositor.
Se ha mostrado al compositor biográficamente en varias ocasiones en el cine, como por ejemploTestimony, un drama musical de 1987 dirigido por Tony Palmer y con Ben Kingsley como papel protagonista interpretando a Shostakóvich; o el documental The War Symphonies: Shostakovich Against Stalin (1997), de Larry Weinstein, que narra cómo las sinfonías Cuarta a Novena fueron una protesta silenciosa contra el régimen estalinista. Además, se ha usado su música en más de 150 películas y programas de televisión.
En 2016, el escritor británico Julian Barnes publicó la novela El ruido del tiempo (The Noise of Time), que trata sobre la vida de Shostakóvich.